# Hullemala, Heggadadevankote
Hullemala là một làng thuộc tehsil Heggadadevankote, huyện Mysore, bang Karnataka, Ấn Độ.